# 3i
3i Group plc er en britisk multinational kapital- og venturefond, der er baseret i London. De har aktiver under forvaltning for £ 22,9 mia. (2022).
Virksomheden blev etableret i 1945 som Industrial and Commercial Finance Corporation (ICFC), af Bank of England og andre betydelige britiske banker.